# Demons & Wizards (album, Uriah Heep)
Demons & Wizards je čtvrté album britské rockové skupiny Uriah Heep. Skladby jako „The Wizard“ a „Easy Livin'“ byly vydány jako singly ve Spojeném království a Severní Americe, stejně jako v mnoha dalších trzích. „Easy Livin'“ se stala prvním hitem skupiny, který prorazil i v USA, neboť vstoupil do americké hitparády US Top 40 na 39. místě.
Původní vinylová verze byla vydána jako skládačka. Vnější část přebalu vytvořil Roger Dean a obsahuje skryté obrázky mužských a ženských genitálií. Uvnitř skládanky je vyobrazena skupina a noty od Kena Hensleyho.
Album bylo 27. října 1972 oceněno zlatou deskou RIAA. Demons & Wizards také sloužilo jako částečná inspirace pro Hansiho Kürsche a Jona Schaffera a jejich projekt Demons & Wizards.

## Seznam skladeb
1. The Wizard (Clarke/Hensley) – 2:59
2. "Traveller in Time (Box/Byron/Kerslake) – 3:25
3. Easy Livin' (Hensley) – 2:37
4. Poet's Justice (Box/Hensley/Kerslake) – 4:15
5. Circle of Hands (Hensley) – 6:25
6. Rainbow Demon (Hensley) – 4:25
7. All My Life (Box/Byron/Kerslake) – 2:44
8. Paradise/The Spell (Hensley) – 12:42

Album bylo roku 1995 vydáno znovu s třemi bonusovými skladbami:
1. Why (Single) (Box/Byron/Hensley/Newton) – 4:53 (Původní „B-side“ singl.)
2. Why (EP verze) (Box/Byron/Hensley/Newton) – 7:39 (Dlouhá verze nahraná během Demons & Wizards sezóny na začátku roku 1972.)
3. Home Again To You (Demo) (Hensley) – 5:28 (Demo nahráno během Demons & Wizards sezóny.)

## Sestava
- David Byron – zpěv
- Ken Hensley – akustická, elektrická a slide kytara, zpěv, klávesy, perkusy
- Mick Box – kytara
- Gary Thain – baskytara
- Lee Kerslake – bicí, perkusy, zpěv
- Mark Clarke – baskytara, zpěv ve skladbě „The Wizard“ (uprostřed skladby)